# かわい瞳
かわい 瞳（かわい ひとみ）7月7日 - ）は、日本の女優、モデル、タレント、グラビアアイドルである。
スリーサイズは、B85/W54/H85 靴のサイズは、23.5cm衣装のサイズは、5である。
東京都出身

## 略歴
- ベイビーアトランティック[3]主催の「ビジュアルクイーングランプリ」で、グランプリ受賞[4][5][6]。
- 2012年12月24日、ブログにて「SBIホールディングス」と「コスモ石油」が設立した「SBIアラプロモ」が開発した化粧品のイメージガールコンテストでグランプリを受賞を報告[7]。

## 人物
- エルゴ・ブレインズからメールマガジン『かわい瞳マガジン』を発行。購読者は56万人に達した[疑問点 – ノート][8]。

## 作品

### シングル
- Feel My Soul〜祈る念い（2014年3月2日）[9]

### 映像作品
- aroma（2004年、メディア・クライス）[10]
- Eyes（アーティストボックス）
- REFLECTION（2005年、イーネット・フロンティア）[11]
- W PREMIUM（2006年、イーネット・フロンティア）[12]
- Crystal Eye（2017年、竹書房）[13]

## 出演

### バラエティ
- ちゃんネプ 恋するウフフ…（テレビ朝日）ウフフガールズ
- 電波少年的放送局（CS日本）専属アナウンサーオーデション
- 水着少女（2004年、テレビ東京）[14]
- サバドル!（2005年、テレビ東京）[14] 司会
- フレッシュゲート21（テレビ埼玉）司会

### 映画
- マッスルヒート（2002年）[15]ダンサー 役
- ニライカナイからの手紙（2005年）[16]鳩山レイナ 役[17]
- Monja（2006年）[18][19]恵理子 役
- 絆（2007年）[20][21]長野志保 役
- kimyo（2011年）[22]主演

### CM
- TBS、TBS ishop（つながってる編）[要出典]
- ウィークリーマンション東京、ホテルマイステイズ[要出典]
- トリンプ[要出典]
- SBIアラプロモ「ALApuls」（2013年）街頭ビジョンCM[23]

### インターネットテレビ
- かわい瞳のDaisuki TV!（仮）[24]（アメーバスタジオ、2011年11月[24] - 不明）

### Webドラマ、ネットシネマ
- うさぎのもちつき2（2004年）[25][26]三島さおり 役[27]
- 食い逃げカップル 〜地獄の逃走5万キロ〜（2004年）[28][29][30]かわい瞳 役[31]
- ベストフレンド（2004年）[32]咲織 役[33]
- 愛してナイト（2004年）[34][35] 小林千晶 役[要出典]

### 広告
- 三菱自動車 広告モデル[要出典]
- エルゴ・ブレインズ 広告モデル[要出典]
- SBIアラプロモ 初代ALAガール（2013年）[23]

### モデル
- ガールズアワード2011 春・夏[4]

### ゲーム
- JOYSOUND「グラビアアイドル採点」（2012年6月）[36]

## 書籍

### 写真集
- aroma（2004年、バウハウス）ISBN 978-4894619678[37]
- Eyes（アーティストボックス）

### 雑誌連載
- Mac Fan（毎日コミュニケーションズ）[要出典]
- 月刊水着少女（英知出版）[要出典]
- アクションバンド電波（マガジンランド）[要出典]

### 新聞連載
- パチン娘クラブかわい瞳クン（東京スポーツ）[要出典]